# Дискографія Pink Floyd
Дискографія британського рок-гурту «Pink Floyd» складається з п'ятнадцяти студійних альбомів, чотирьох концертних альбомів, дев'яти збірок, п'яти бокс-сетів, шести мініальбомів та двадцяти семи синглів. Гурт був заснований у 1965 році. Спочатку гурт отримав визнання за свою психоделічну або космічну рок-музику. Гурт вважають одним з найуспішніших у світі рок-музики, було продано більше 250 мільйонів копій в усьому світі, з них 75 мільйонів копій було продано у США.
Група вперше досягла успіху на лондонських підпільних сценах, коли групу очолив Сід Барретт. Група підписала угоду з менеджерами Пітером Дженнером та Ендрю Кінгом в жовтні 1966 року, створивши Blackhill Enterprises, і записали демо в кінці року, щоб привернути інтерес. Згодом вони підписали контракт з EMI Columbia і 11 березня 1967 року випустили свій перший сингл «Arnold Layne», а у серпні вийшов альбом «The Piper at the Gates of Dawn».
Через поведінку Барретта його замінив Девід Гілмор. Офіційно Барретт пішов з гурту 6 квітня 1968 року. Згодом група разом з Гілмором записала другий альбом «A Saucerful of Secrets». Альбом також був першим з кількох випущених групою на якому присутні характерні обкладинки від Hipgnosis. Після того, як групу покинув Барретт група випустила альбом саундтреків «More», а згодом у 1969 році четвертий студійний албом «Ummagumma». Альбом вийшов з двома компакт-дисками, перший диск з живими версіями пісень, а другий диск зі студійним записом. Наступного року вийшов п'ятий студійний альбом «Atom Heart Mother» це була співпраця з Роном Гізіном за участю оркестру та хору. У 1971 році вийшов шостий студійний альбом «Meddle» над обкладинкою якого знову працювала Hipgnosis.
У 1972 році вийшов сьомий студійний альбом «Obscured by Clouds». У березні 1973 року вийшов восьмий студійний альбом «The Dark Side of the Moon» завдяки якому група досягла світового комерційного успіху. Альбом був проданий тиражем понад 30 мільйонів копій. Далі вийшли такі альбоми: «Wish You Were Here» у 1975 році, «Animals» у 1977 році та «The Wall» у 1979 році. Всі ці альбоми, крім «Animals», досягли першого місця в американських чартах. «The Dark Side of the Moon» один з найбільш продаваних альбомів у світі, а «The Wall» найсертифікованіший альбом та із кількома дисками Американською асоціацією компаній звукозапису. Група випустили кілька синглів після того, як Барретт покинув групу, «Money» увійшов в топ-20 американських хітів, а «Another Brick in the Wall. Part ІІ» стала хітом номер один у Великій Британії та США.
Басист Роджер Уотерс поступово став домінуючою і рушійною силою групи з середини 1970-х років до 1983 року, коли він покинув групу, оголосивши Pink Floyd «витраченою силою». Уотерс подав до суду, щоб розірвати партнерство, але наступного року відмовився від позову. Решта учасників, очолювана Гілмором, продовжили запис і гастролі під назвою Pink Floyd, випустивши «A Momentary Lapse of Reason» у 1987 році та «The Division Bell» у 1994 році. У 2014 році після двадцятирічної перерви група випустила альбом «The Endless River».

## Обкладинки
У більшості обкладинок не зображено учасників групи, а в багатьох також немає назви групи чи будь-якого іншого тексту. «Ummagumma» був останнім альбомом із груповою фотографією спереду, та з музичним обладнанням на задній частині. На обкладинці «Atom Heart Mother» зображено голштинську корову на передній стороні обкладинки, це було зроблено навмисно в якості реакції проти психоделічного образу групи.
Обкладинка «The Dark Side of the Moon» була розроблена компанією «Hipgnosis» у співпраці з графічним дизайнером Джорджем Гарді, і містить лінійний малюнок світла, що заломлюється у призмі. Оригінальна упаковка включала додаткові плакати та наклейки. Ця обкладинка стала однією з найвпізнаваніших обкладинок рок-альбомів. На обкладинці «Animals» зображена надувна свиня біля електростанції Баттерсі. «The Wall» має мінімалістичний дизайн на передній обкладинці, а всередині буклету зображені карикатури на головних героїв оповідання, створених Джеральдом Скарфом. Сторм Торґерсон з Hipgnosis зробив обкладинку для «A Momentary Lapse of Reason», де було представлено ряд ліжок на пляжі Сонтон-Сендс. На збірці «Echoes: The Best of Pink Floyd» присутні кілька минулих обкладинок альбомів групи, обкладинка була створена компанією Hipgnosis.

## Альбоми

### Студійні альбоми
| The Piper at the Gates of Dawn                                                   | - Реліз: 14 квітня 1967 (Велика Британія) - Лейбл: Columbia - Формат: CD, LP, CS, DL            | 6 | —  | —  | —  | 15 | 48 | 46 | — | 87 | 131 |                                                              | - BPI: Золотий |
| A Saucerful of Secrets                                                           | - Реліз: 29 червня 1968 (Велика Британія) - Лейбл: Columbia - Формат: CD, LP, CS, DL            | 9 | —  | —  | —  | 10 | 57 | —  | — | —  | 158 | - : 300 000                                                  | - BPI: Срібний |
| More                                                                             | - Реліз: 13 червня 1969 (Велика Британія) - Лейбл: Harvest, Columbia - Формат: CD, LP, CS, DL   | 9 | —  | —  | —  | 2  | —  | 14 | — | —  | 153 | - : 300 000                                                  | - SNEP: Золотий |
| Ummagumma (диск 1: записано вживу, диск 2: в студії)                             | - Реліз: 7 листопада 1969 (Велика Британія) - Лейбл: Harvest, Columbia - Формат: CD, LP, CS, DL | 5 | —  | —  | 78 | 10 | 25 | 5  | — | —  | 74  | - : 300 000                                                  | - BPI: Золотий - BVMI: Золотий - RIAA: Платиновий - SNEP: Золотий |
| Atom Heart Mother                                                                | - Реліз: 2 жовтня 1970 (Велика Британія) - Лейбл: Harvest, EMI - Формат: CD, LP, CS, DL         | 1 | 30 | —  | 39 | 4  | 8  | 5  | — | 81 | 55  | - : 317 083                                                  | - BPI: Золотий - BVMI: Золотий - IFPI AUT: Золотий - RIAA: Золотий - SNEP: Золотий |
| Meddle                                                                           | - Реліз: 5 листопада 1971 (Велика Британія) - Лейбл: Harvest, EMI - Формат: CD, LP, CS, DL      | 3 | 24 | 69 | 51 | 7  | 11 | 2  | — | 76 | 70  | - : 550 000                                                  | - BPI: Золотий - BVMI: Золотий - RIAA: 2×Платиновий - SNEP: 2×Золотий |
| Obscured by Clouds                                                               | - Реліз: 2 червня1972 (Велика Британія) - Лейбл: Harvest, EMI - Формат: CD, LP, CS, DL          | 6 | 44 | —  | 32 | 1  | 19 | 3  | — | —  | 46  |                                                              | - BPI: Срібний - RIAA: Золотий |
| The Dark Side of the Moon                                                        | - Реліз: 1 березня 1973 (Велика Британія) - Лейбл: Harvest, EMI - Формат: CD, LP, CS, DL        | 2 | 2  | 1  | 1  | 1  | 3  | 2  | 1 | 8  | 1   | - : 4 114 000 - : 2 555 400 - : 8 360 000 - Світ: 45 000 000 | - BPI: 14×Платиновий - ARIA: 14×Платиновий - BVMI: 5×Платиновий - IFPI AUT: 4×Платиновий - MC: 2×Діамантовий - RIAA: Діамантовий (15×Платиновий) - RMNZ: 19×Платиновий - SNEP: 4×Платиновий                                    |
| Wish You Were Here                                                               | - Реліз: 12 вересня 1975 (Велика Британія) - Лейбл: Harvest, EMI - Формат: CD, LP, CS, DL       | 1 | 1  | 2  | 14 | 1  | 4  | 1  | 1 | 1  | 1   | - : 1 359 900 - : 1 500 000 - : 2 910 000 - Світ: 20 000 000 | - BPI: 2×Платиновий - ARIA: 7×Платиновий - BVMI: 2хПлатиновий - IFPI AUT: 2×Платиновий - MC: 3×Платиновий - RIAA: 6×Платиновий - RMNZ: 4×Платиновий - SNEP: Діамантовий                                                        |
| Animals                                                                          | - Реліз: 21 January 1977 (Велика Британія) - Лейбл: Harvest, EMI - Формат: CD, LP, CS, DL       | 2 | 3  | 2  | 12 | 1  | 1  | 1  | 1 | 1  | 3   | - : 500 000 - Світ: 12 000 000                               | - BPI: Золотий - BVMI: Платиновий - IFPI AUT: Золотий - MC: 2×Платиновий - RIAA: 4×Платиновий - SNEP: Платиновий |
| The Wall                                                                         | - Реліз: 30 листопада 1979 (Велика Британія) - Лейбл: Harvest, EMI - Формат: CD, LP, CS, DL     | 3 | 1  | 1  | 1  | 1  | 1  | 1  | 1 | 1  | 1   | - : 1 340 100 - : 5 220 000 - Світ: 30 000 000               | - BPI: 2×Платиновий - ARIA: 11×Платиновий - BVMI: 7×Платиновий - IFPI SWI: 3×Платиновий - MC: 2×Діамантовий - NVPI: Платиновий - RIAA: Діамантовий (23×Платиновий) - RMNZ: 14×Платиновий - SNEP: Діамантовий                   |
| The Final Cut                                                                    | - Реліз: 21 березня 1983 (Велика Британія) - Лейбл: Harvest, EMI - Формат: CD, LP, CS, DL       | 1 | 3  | 3  | 2  | 1  | 1  | 2  | 1 | 1  | 6   |                                                              | - BPI: Золотий - BVMI: Золотий - IFPI AUT: Золотий - RIAA: 2×Платиновий - NVPI: Золотий - SNEP: Золотий |
| A Momentary Lapse of Reason                                                      | - Реліз: 7 вересня1987 (Велика Британія) - Лейбл: EMI, Columbia - Формат: CD, LP, CS, DL        | 3 | 2  | 3  | 5  | 4  | 2  | 2  | 1 | 2  | 3   | - : 465 700 - : 1 700 000 - Світ: 10 000 000                 | - BPI: Золотий - BVMI: Золотий - IFPI AUT: Золотий - IFPI SWI: 2×Платиновий - MC: 3×Платиновий - NVPI: Золотий - RIAA: 4×Платиновий - SNEP: Платиновий - SWE: Золотий                                                          |
| The Division Bell                                                                | - Реліз: 28 березня 1994 (Велика Британія) - Лейбл: EMI, Columbia - Формат: CD, LP, CS, DL      | 1 | 1  | 1  | 1  | 1  | 1  | 1  | 1 | 1  | 1   | - : 878 500 - : 3 330 000 - Світ: 7 000 000                  | - BPI: 2×Платиновий - ABPD: Платиновий - ARIA: Платиновий - BVMI: 3×Золотий - IFPI AUT: Платиновий - IFPI SWI: 2×Платиновий - MC: 4×Платиновий - NVPI: Платиновий - RIAA: 3×Платиновий - RMNZ: Платиновий - SNEP: 2×Платиновий |
| The Endless River                                                                | - Реліз: 10 листопада 2014 (Велика Британія) - Лейбл: Parlophone, Columbia - Формат: CD, LP, DL | 1 | 3  | 1  | 1  | 1  | 1  | 1  | 1 | 1  | 3   | - : 89 000 - : 355 000 - Світ: 2 500 000                     | - BPI: Платиновий - ARIA: Платиновий - ABPD: Платиновий - BVMI: Платиновий - IFPI AUT: Золотий - IFPI SWI: Золотий - MC: Платиновий - RIAA: Золотий - RMNZ: Платиновий - SNEP: Платиновий                                      |
| «—» означає, що запис не потрапив до чарту або не виходив на вказаній території. |                                                                                                 |   |    |    |    |    |    |    |   |    |     |                                                              | |

### Концертні альбоми
| Альбом                                                                           | Подробиці | Найвищі позиції в чартах | Найвищі позиції в чартах | Найвищі позиції в чартах | Найвищі позиції в чартах | Найвищі позиції в чартах | Найвищі позиції в чартах | Найвищі позиції в чартах | Найвищі позиції в чартах | Найвищі позиції в чартах | Найвищі позиції в чартах | Продаж                    | Сертифікації |
| Альбом                                                                           | Подробиці | ВЕЛ                      | АВС                      | АВТ                      | КАН                      | ФРА                      | НІМ                      | НІД                      | НЗ                       | ШВЙ                      | США                      | Продаж                    | Сертифікації |
| -------------------------------------------------------------------------------- | --- | ------------------------ | ------------------------ | ------------------------ | ------------------------ | ------------------------ | ------------------------ | ------------------------ | ------------------------ | ------------------------ | ------------------------ | ------------------------- | --- |
| Delicate Sound of Thunder                                                        | - Реліз: 21 листопада 1988 (Original) 20 листопада 2020 (2019 Remix) - Лейбл: EMI, Columbia - Формат: CD, LP, CS, DL | 11                       | 4                        | 15                       | 7                        | 10                       | 5                        | 20                       | 4                        | 4                        | 11                       | - : 320 400               | - BPI: Золотий - BVMI: Золотий - IFPI AUT: Золотий - IFPI SWI: Платиновий - MC: 2×Платиновий - NVPI: Золотий - RIAA: 3×Платиновий - SNEP: 2×Золотий                                |
| Pulse                                                                            | - Реліз: 5 червня 1995 (Велика британія) - Лейбл: EMI, Columbia - Формат: CD, LP, CS, DL                             | 1                        | 1                        | 1                        | 1                        | 3                        | 1                        | 1                        | 1                        | 1                        | 1                        | - : 349 428 - : 1 480 000 | - BPI: Платиновий - ARIA: Платиновий - BVMI: Платиновий - IFPI AUT: Платиновий - IFPI SWI: 3×Платиновий - MC: 3×Платиновий - NVPI: Золотий - RIAA: 2×Платиновий - SNEP: Платиновий |
| Is There Anybody Out There? The Wall Live 1980–81                                | - Реліз: 27 березня 2000 (Велика Британія) - Лейбл: EMI, Columbia - Формат: CD, CS                                   | 15                       | —                        | 3                        | 4                        | 8                        | 3                        | 4                        | 4                        | 3                        | 19                       |                           | - BPI: Gold - RIAA: Platinum |
| Live at Knebworth 1990                                                           | - Реліз: 30 квітня 2021 - Лейбл: Pink Floyd Records                                                                  | 8                        | 36                       | 8                        | —                        | 23                       | 9                        | —                        | —                        | 6                        | 100                      |                           | |
| «—» означає, що запис не потрапив до чарту або не виходив на вказаній території. | |                          |                          |                          |                          |                          |                          |                          |                          |                          |                          |                           | |

### Збірки
| Альбом                                                                           | Подробиці                                                                          | Найвищі позиції в чартах | Найвищі позиції в чартах | Найвищі позиції в чартах | Найвищі позиції в чартах | Найвищі позиції в чартах | Найвищі позиції в чартах | Найвищі позиції в чартах | Найвищі позиції в чартах | Найвищі позиції в чартах | Найвищі позиції в чартах | Продаж      | Сертифікації |
| Альбом                                                                           | Подробиці                                                                          | ВЕЛ                      | АВС                      | АВТ                      | КАН                      | ФРА                      | НІМ                      | НІД                      | НЗ                       | ШВЙ                      | США                      | Продаж      | Сертифікації |
| -------------------------------------------------------------------------------- | ---------------------------------------------------------------------------------- | ------------------------ | ------------------------ | ------------------------ | ------------------------ | ------------------------ | ------------------------ | ------------------------ | ------------------------ | ------------------------ | ------------------------ | ----------- | --- |
| The Best of the Pink Floyd                                                       | - Реліз: 1970 - Лейбл: Columbia - Формат: LP                                       | —                        | —                        | —                        | —                        | —                        | —                        | —                        | —                        | —                        | —                        |             | |
| Relics                                                                           | - Реліз: 14 травня 1971 (Велика Британія) - Лейбл: EMI - Формат: CD, LP, CS, DL    | 32                       | 29                       | 72                       | 65                       | —                        | 43                       | —                        | —                        | —                        | 152                      |             | - BPI: Золотий |
| A Nice Pair                                                                      | - Реліз: 18 січня 1974 (Велика Британія) - Лейбл: EMI - Формат: LP, CS, DL         | 21                       | —                        | —                        | —                        | 17                       | —                        | —                        | —                        | —                        | 36                       |             | - BPI: Золотий - RIAA: Золотий - SNEP: Золотий |
| A Collection of Great Dance Songs                                                | - Реліз: 23 листопада 1981 (Велика Британія) - Лейбл: EMI - Формат: CD, LP, CS, DL | 37                       | —                        | 18                       | 22                       | —                        | 36                       | 6                        | 5                        | —                        | 31                       |             | - BPI: Золотий - IFPI AUT: Золотий - RIAA: 2×Платиновий |
| Works                                                                            | - Реліз: 18 червня 1983 (США) - Лейбл: Capitol - Формат: CD, LP, CS, DL            | —                        | 64                       | —                        | —                        | —                        | —                        | —                        | —                        | —                        | 68                       |             | |
| Echoes: The Best of Pink Floyd                                                   | - Реліз: 5 листопада 2001 (Велика Британія) - Лейбл: EMI - Формат: CD, LP, CS, DL  | 2                        | 4                        | 2                        | 2                        | 2                        | 1                        | 3                        | 1                        | 3                        | 2                        | - : 381 000 | - BPI: 3×Платиновий - ARIA: Платиновий - BVMI: Золотий - IFPI SWI: Платиновий - MC: 6×Платиновий - RIAA: 4×Платиновий - RMNZ: 3×Платиновий - SNEP: Платиновий |
| The Best of Pink Floyd: A Foot in the Door                                       | - Реліз: 7 листопада 2011 (Велика Британія) - Лейбл: EMI - Формат: CD, LP, DL      | 14                       | 15                       | 25                       | 22                       | 28                       | 30                       | 21                       | 8                        | 23                       | 50                       |             | - BPI: Платиновий - ARIA: Золотий - RMNZ: Платиновий - SNEP: Золотий                                                                                          |
| The Early Years 1967–1972: Cre/ation                                             | - Реліз: 11 листопада 2016 - Лейбл: Pink Floyd Records - Формат: CD, DL            | 19                       | 47                       | 29                       | 38                       | 21                       | 20                       | 22                       | —                        | 24                       | 103                      |             | |
| The Later Years 1987–2019                                                        | - Реліз: 29 листопада 2019 - Лейбл: Pink Floyd Records - Формат: CD, download, LP  | 32                       | 45                       | 50                       | —                        | 40                       | 18                       | 31                       | —                        | 10                       | 197                      |             | |
| «—» означає, що запис не потрапив до чарту або не виходив на вказаній території. |                                                                                    |                          |                          |                          |                          |                          |                          |                          |                          |                          |                          |             | |

## EP
| Назва                         | Загальні дані                                                                                  |
| ----------------------------- | ---------------------------------------------------------------------------------------------- |
| Arnold Layne (EP)             | - Реліз: 1967 (Франція) - Лейбл: Columbia - Формат: LP                                         |
| See Emily Play (EP)           | - Реліз: 1967 (Іспанія) - Лейбл: La Voz De Su Amo - Формат: LP                                 |
| One of These Days (EP)        | - Реліз: 1971 (Японія) - Лейбл: Odeon - Формат: LP                                             |
| London '66–'67                | - Реліз: 27 березня 2000 (Велика Британія) - Лейбл: See for Miles Records - Формат: CD, CS, DL |
| 1967: The First Three Singles | - Реліз: 4 серпня 1997 (Велика Британія) - Лейбл: EMI - Формат: CD, LP, CS, DL                 |
| 1965: Their First Recordings  | - Реліз: 27 листопада 2015 (Велика Британія) - Лейбл: Parlophone - Формат: LP                  |

## Бокс-сети
| Назва                                                                            | Подробиці                                                             | Найвищі позиції в чартах | Найвищі позиції в чартах | Найвищі позиції в чартах | Найвищі позиції в чартах | Найвищі позиції в чартах | Найвищі позиції в чартах | Найвищі позиції в чартах | Найвищі позиції в чартах | Найвищі позиції в чартах | Найвищі позиції в чартах | Сертифікації                        |
| Назва                                                                            | Подробиці                                                             | ВЕЛ                      | АВС                      | АВТ                      | КАН                      | ФРА                      | НІМ                      | НІД                      | НЗ                       | ШВЙ                      | США                      | Сертифікації                        |
| -------------------------------------------------------------------------------- | --------------------------------------------------------------------- | ------------------------ | ------------------------ | ------------------------ | ------------------------ | ------------------------ | ------------------------ | ------------------------ | ------------------------ | ------------------------ | ------------------------ | ----------------------------------- |
| Shine On                                                                         | - Реліз: 2 Листопада 1992 (Велика Британія) - Лейбл: EMI - Формат: CD | —                        | —                        | —                        | —                        | —                        | —                        | —                        | —                        | —                        | —                        | - MC: Платиновий - RIAA: Платиновий |
| Oh, by the Way                                                                   | - Реліз: 10 грудня 2007 (Велика Британія) - Лейбл: EMI - Формат: CD   | —                        | —                        | —                        | —                        | —                        | —                        | —                        | —                        | —                        | —                        |                                     |
| Discovery                                                                        | - Реліз: 26 вересня 2011 (Велика Британія) - Лейбл: EMI - Формат: CD  | 112                      | —                        | 61                       | —                        | 55                       | 9                        | 57                       | —                        | 24                       | 175                      |                                     |
| The Early Years 1965–1972                                                        | - Реліз: 11 листопада 2016 - Лейбл: Pink Floyd - Формат: CD/DVD/BD    | —                        | —                        | —                        | —                        | 52                       | 61                       | —                        | —                        | —                        | —                        |                                     |
| The Later Years                                                                  | - Реліз: 13 грудня 2019 - Лейбл: Pink Floyd - Формат: CD/DVD/BD       | —                        | —                        | —                        | —                        | —                        | —                        | —                        | —                        | —                        | —                        |                                     |
| «—» означає, що запис не потрапив до чарту або не виходив на вказаній території. |                                                                       |                          |                          |                          |                          |                          |                          |                          |                          |                          |                          |                                     |

## Сингли
| Рік                                                                              | Сингл                                               | Позиція в чартах | Позиція в чартах | Позиція в чартах | Позиція в чартах | Позиція в чартах | Позиція в чартах | Позиція в чартах | Позиція в чартах | Позиція в чартах | Позиція в чартах | Сертифікації (продаж)                                                | Альбом                         |
| Рік                                                                              | Сингл                                               | ВЕЛ              | АВС              | АВТ              | ФРА              | НІМ              | НІД              | НЗ               | ІРЛ              | США              | США Main. Rock   | Сертифікації (продаж)                                                | Альбом                         |
| -------------------------------------------------------------------------------- | --------------------------------------------------- | ---------------- | ---------------- | ---------------- | ---------------- | ---------------- | ---------------- | ---------------- | ---------------- | ---------------- | ---------------- | -------------------------------------------------------------------- | ------------------------------ |
| 1967                                                                             | Arnold Layne Candy and a Currant Bun                | 20               | —                | —                | —                | —                | 24               | —                | —                | —                | —                |                                                                      | Сингл без альбому              |
| 1967                                                                             | See Emily Play The Scarecrow                        | 6                | —                | —                | —                | 25               | —                | —                | 10               | 134              | —                |                                                                      | Сингл без альбому              |
| 1967                                                                             | Flaming The Gnome                                   | —                | —                | —                | —                | —                | —                | —                | —                | —                | —                |                                                                      | The Piper at the Gates of Dawn |
| 1967                                                                             | Apples and Oranges Paint Box                        | —                | —                | —                | —                | —                | —                | —                | —                | —                | —                |                                                                      | Сингл без альбому              |
| 1968                                                                             | It Would Be So Nice Julia Dream                     | —                | —                | —                | —                | —                | —                | —                | —                | —                | —                |                                                                      | Сингл без альбому              |
| 1968                                                                             | Let There Be More Light Remember a Day              | —                | —                | —                | —                | —                | —                | —                | —                | —                | —                |                                                                      | A Saucerful of Secrets         |
| 1968                                                                             | Point Me at the Sky Careful with That Axe, Eugene   | —                | —                | —                | —                | —                | —                | —                | —                | —                | —                |                                                                      | Сингл без альбому              |
| 1969                                                                             | The Nile Song Ibiza Bar                             | —                | —                | —                | —                | —                | —                | —                | —                | —                | —                |                                                                      | More                           |
| 1971                                                                             | One of These Days Fearless                          | —                | —                | —                | —                | —                | —                | —                | —                | —                | —                |                                                                      | Meddle                         |
| 1972                                                                             | Free Four Stay                                      | —                | —                | —                | 36               | —                | 29               | —                | —                | —                | —                |                                                                      | Obscured by Clouds             |
| 1973                                                                             | Money Any Colour You Like                           | —                | —                | 10               | 6                | 49               | —                | —                | —                | 13               | —                | - BPI: Срібний                                                       | The Dark Side of the Moon      |
| 1974                                                                             | Us and Them Time                                    | —                | —                | —                | —                | —                | —                | —                | —                | 101              | —                | - BPI: Срібний                                                       | The Dark Side of the Moon      |
| 1975                                                                             | Have a Cigar Welcome to the Machine                 | —                | —                | —                | 15               | —                | —                | —                | —                | —                | —                |                                                                      | Wish You Were Here             |
| 1979                                                                             | Another Brick in the Wall (Part II) One of My Turns | 1                | 2                | 1                | 1                | 1                | 4                | 1                | 1                | 1                | —                | - BPI: Платиновий - BVMI: Золотий - RIAA: Платиновий - SNEP: Золотий | The Wall                       |
| 1980                                                                             | Run Like Hell Don't Leave Me Now                    | —                | —                | —                | 32               | 46               | —                | 30               | —                | 53               | —                |                                                                      | The Wall                       |
| 1980                                                                             | Comfortably Numb Hey You                            | —                | —                | —                | —                | —                | —                | —                | —                | —                | —                | - BPI: Платиновий                                                    | The Wall                       |
| 1982                                                                             | When the Tigers Broke Free Bring the Boys Back Home | 39               | 91               | —                | 70               | —                | —                | —                | 23               | —                | —                |                                                                      | Сингл без альбому              |
| 1983                                                                             | Not Now John The Hero's Return (Part 1 та Part 2)   | 30               | —                | —                | 5                | —                | —                | —                | 20               | —                | 7                |                                                                      | The Final Cut                  |
| 1987                                                                             | Learning to Fly Terminal Frost                      | —                | 34               | —                | 60               | 71               | —                | 10               | —                | 70               | 1                |                                                                      | A Momentary Lapse of Reason    |
| 1987                                                                             | On the Turning Away Run Like Hell (live)            | 55               | 48               | —                | 18               | —                | 47               | 34               | —                | —                | 1                |                                                                      | A Momentary Lapse of Reason    |
| 1987                                                                             | One Slip Terminal Frost / The Dogs of War (live)    | 50               | —                | —                | —                | —                | —                | —                | —                | —                | 5                |                                                                      | A Momentary Lapse of Reason    |
| 1994                                                                             | Take It Back Astronomy Domine (live)                | 23               | 61               | —                | 50               | 75               | 23               | 7                | —                | 73               | 4                |                                                                      | The Division Bell              |
| 1994                                                                             | High Hopes Keep Talking                             | 26               | —                | —                | 4                | —                | —                | —                | —                | —                | 7                |                                                                      | The Division Bell              |
| 1994                                                                             | Keep Talking One of These Days (live)               | 26               | —                | —                | —                | —                | —                | —                | —                | —                | 1                |                                                                      | The Division Bell              |
| 1995                                                                             | Wish You Were Here" (live)                          | —                | —                | —                | —                | —                | —                | —                | —                | —                | —                |                                                                      | Pulse                          |
| 2014                                                                             | Louder than Words                                   | —                | —                | —                | —                | —                | —                | —                | —                | —                | —                |                                                                      | The Endless River              |
| «—» означає, що запис не потрапив до чарту або не виходив на вказаній території. |                                                     |                  |                  |                  |                  |                  |                  |                  |                  |                  |                  |                                                                      |                                |

### Промо-сингли
| 1977                                                                             | Pigs (Three Different Ones) | —  | Animals                     |
| 1988                                                                             | The Dogs of War             | 30 | A Momentary Lapse of Reason |
| «—» означає, що запис не потрапив до чарту або не виходив на вказаній території. |                             |    |                             |

### Інші пісні, що потрапили до чартів
| 1968                                                   | Jugband Blues                   | —  | —  | —  | —  | 12 | —  | —  |                   | A Saucerful of Secrets                            |
| 1975                                                   | Wish You Were Here              | 68 | 48 | 79 | 67 | 18 | 37 | —  | - BPI: Платиновий | Wish You Were Here                                |
| 1981                                                   | Money (перевидання)             | —  | —  | —  | —  | —  | —  | 37 |                   | A Collection of Great Dance Songs                 |
| 1983                                                   | Your Possible Pasts             | —  | —  | —  | —  | —  | —  | 8  |                   | The Final Cut                                     |
| 1983                                                   | The Hero's Return               | —  | —  | —  | —  | —  | —  | 31 |                   | The Final Cut                                     |
| 1987                                                   | Sorrow                          | —  | —  | —  | —  | —  | —  | 36 |                   | A Momentary Lapse of Reason                       |
| 1988                                                   | Comfortably Numb (live)         | —  | —  | —  | —  | —  | —  | 24 |                   | Delicate Sound of Thunder                         |
| 1994                                                   | Lost for Words                  | —  | —  | —  | —  | —  | —  | 21 |                   | The Division Bell                                 |
| 1994                                                   | What Do You Want from Me        | —  | —  | —  | —  | —  | —  | 16 |                   | The Division Bell                                 |
| 1995                                                   | What Do You Want from Me (live) | —  | —  | —  | —  | —  | —  | 13 |                   | Pulse                                             |
| 2000                                                   | Young Lust (live)               | —  | —  | —  | —  | —  | —  | 15 |                   | Is There Anybody Out There? The Wall Live 1980–81 |
| «—» означає, що запис не виходив на вказаній території |                                 |    |    |    |    |    |    |    |                   |                                                   |